# Arconovaldo Bonaccorsi

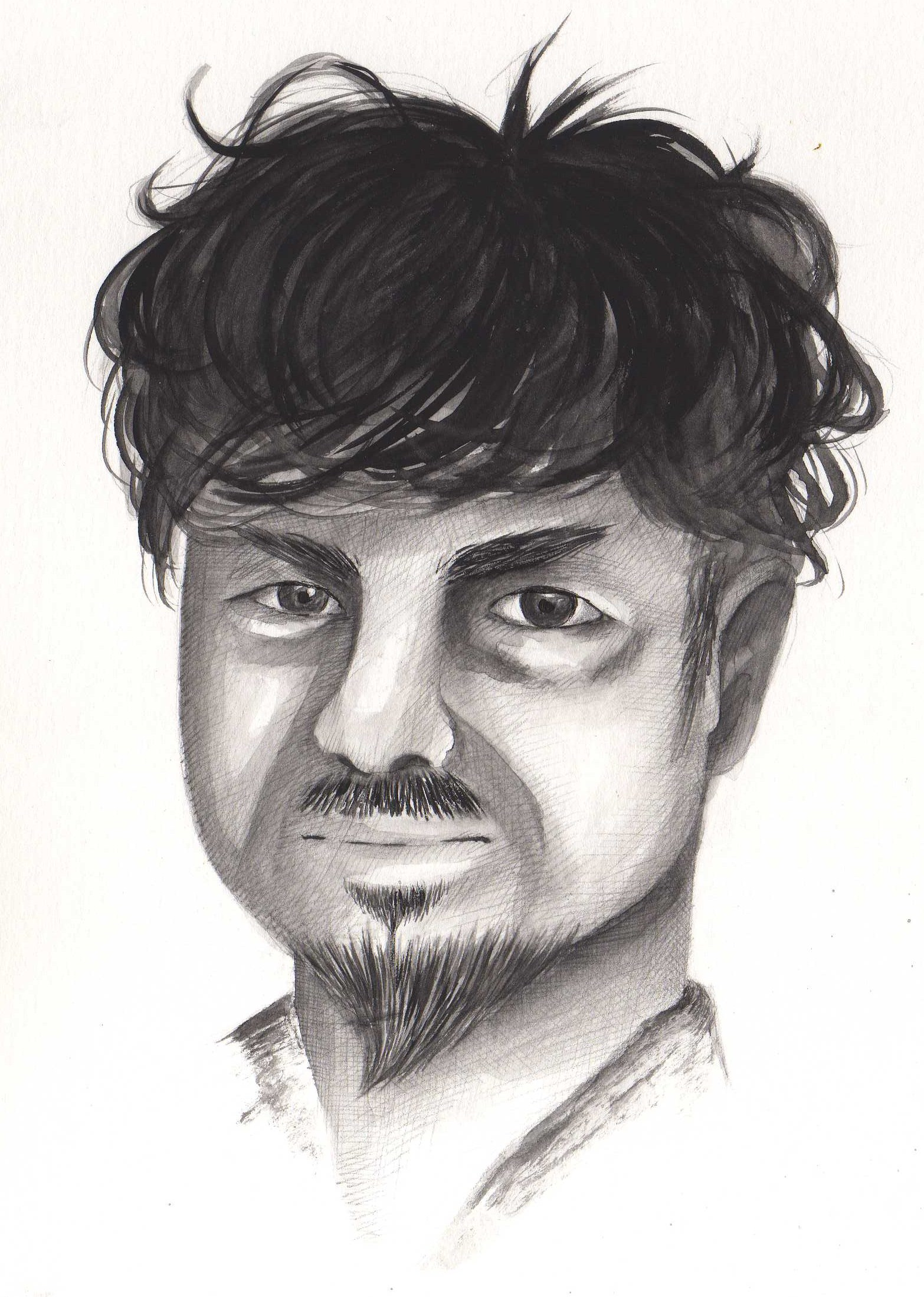
Retrat

Arconovaldo Bonaccorsi, també conegut com a Aldo Rossi o Comte Rossi, (Bolonya, 21 d'agost de 1898 - Roma, 2 de juliol de 1962) fou advocat i polític feixista italià, que a les ordres de Mussolini va envair les Illes Balears l'estiu de 1936, motiu pel qual rebé el malnom de Lleó de Son Servera.
Nascut a Bolonya, ja era famós a la regió de l'Emília-Romanya per les seves accions violentes. El mes d'agost del 1936, Mussolini li dona el comandament de la força aèria i naval, ancorades vora la costa francesa per repel·lir una hipotètica guerra amb França, per conquerir l'illa de Mallorca.
L'objectiu era reforçar les defenses nacionalistes i evitar la seva immediata caiguda en mans republicanes que havien desembarcat el 16 d'agost dirigides pel capità Bayo, sota les ordres de la Generalitat.
El 26 d'agost arriba a Mallorca i en poques setmanes allista uns 2.500 voluntaris i reorganitza la Falange amb el nom de Los dragones de la muerte. Instal·la el comandament a l'hotel Mediterráneo des d'on, amb l'ajuda dels voluntaris i de l'aviació feixista, en poques setmanes conquereix tota l'illa perseguint i assassinant tots els suposats republicans, i inicia una ràpida "italianizació" de l'illa.
Entre 700 i 3.000 mallorquins (segons diferents fonts) foren atroçment assassinats amb la connivència dels responsables civils i eclesiàstics locals.
El 20 de setembre ocupa l'illa d'Eivissa i guanya fàcilment la resistència republicana.
Mussolini estava molt interessat a conservar Mallorca a fi de garantir el seu control sobre aquesta part de la Mediterrània (es pensava que Mallorca seria el preu que estava disposat a pagar Franco per l'ajuda italiana). Però el comportament autoritari de Rossi, la pretensió de proclamar-se governador de les illes i la duresa de la repressió en comparació amb els opositors van alarmar tant a Franco com al govern italià. El fet és que a final d'aquell any el fan retornar a Itàlia, per enviar-lo més endavant a lluitar a Etiòpia. L'any 1941 és apressat per l'exèrcit britànic. Vint anys després, tornà a Madrid per rebre un homenatge del general Franco.
Entorn de 1959 exercia d'advocat i s'havia integrat al partit Moviment Social Italià.
Morí a Roma l'any 1962.